# フアン・ニカシオ
フアン・ラモン・ニカシオ（Juan Ramon Nicasio, 1986年8月31日 - ）は、ドミニカ共和国ドゥアルテ州サン・フランシスコ・デ・マコリス出身のプロ野球選手（投手）。右投右打。現在は、フリーエージェント（FA）。
愛称はアレノーソ（Arenoso）で、由来はドゥアルテ州にある出身地（町名）である。。

## 経歴

### プロ入りとロッキーズ時代

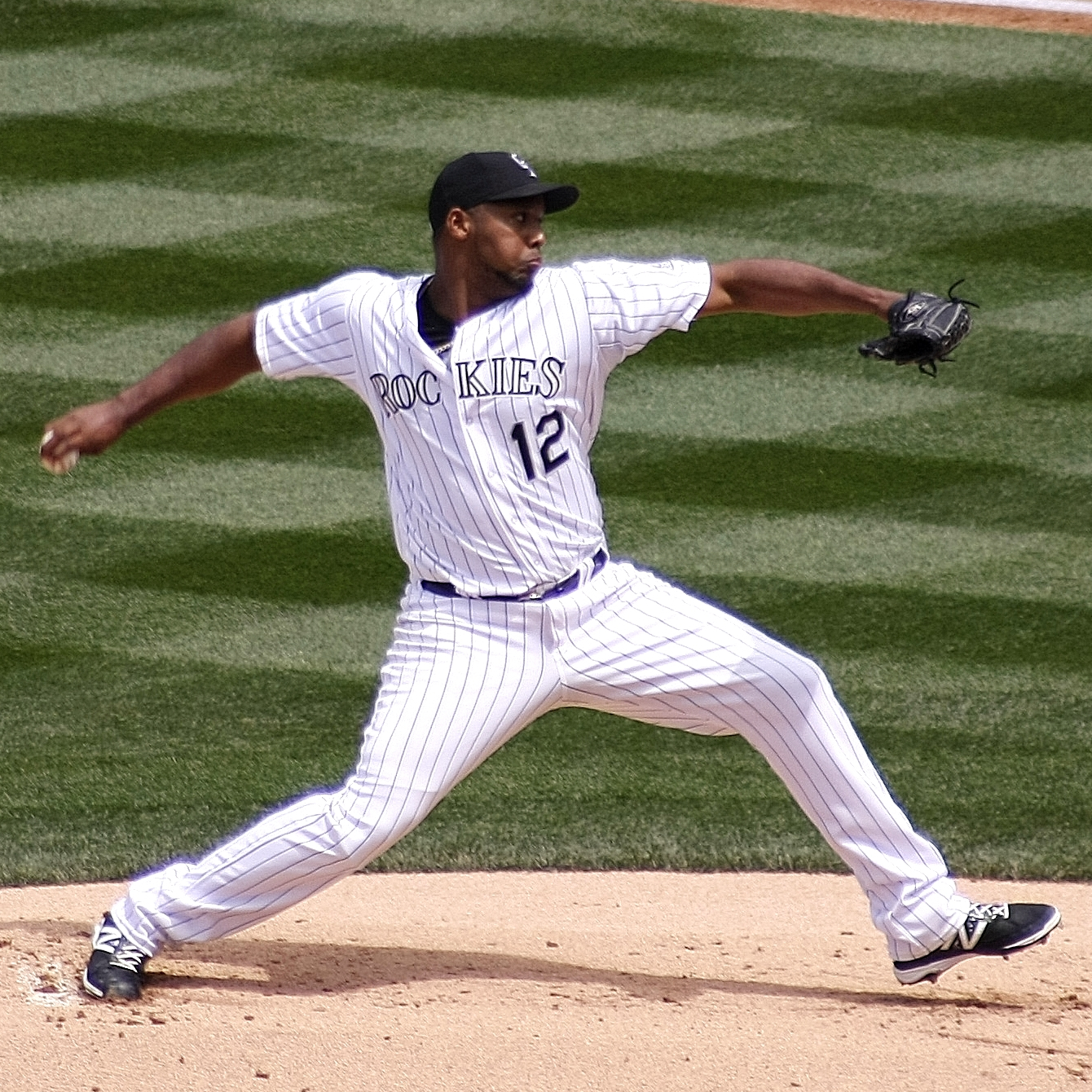
コロラド・ロッキーズ時代
(2014年5月18日)

2006年8月21日にコロラド・ロッキーズと契約してプロ入り。契約後、傘下のルーキー級ドミニカン・サマーリーグ・ロッキーズでプロデビュー。8試合（先発5試合）に登板して2勝1敗、防御率2.89、24奪三振を記録した。
2007年はパイオニアリーグのルーキー級キャスパー・ゴースツでプレーし、13試合（先発8試合）に登板して0勝3敗、防御率4.36、33奪三振を記録した。
2008年はA-級トリシティ・ダストデビルズでプレーし、12試合に先発登板して2勝4敗、防御率4.50、61奪三振を記録した。
2009年はA級アッシュビル・ツーリスツでプレーし、18試合に先発登板して9勝3敗、防御率2.41、115奪三振を記録した。オフの11月20日にロッキーズとメジャー契約を結び、40人枠入りした。
2010年3月5日にロッキーズと1年契約に合意。この年はA+級モデスト・ナッツでプレーし、28試合に先発登板して12勝10敗、防御率3.91、171奪三振を記録した。
2011年3月3日にロッキーズと1年契約に合意。3月14日にAA級タルサ・ドリラーズへ配属され、開幕を迎えた。5月28日にメジャーへ昇格し、同日のセントルイス・カージナルス戦でメジャーデビュー。7回無失点で初登板初勝利を挙げた。以後、先発の一角に定着していたが、8月5日のワシントン・ナショナルズ戦でイアン・デズモンドの放ったライナーが直撃し、椎骨を骨折する重傷を負った。即座に手術を受け、残りのシーズンを欠場することとなった。この年メジャーは13試合に先発登板して4勝4敗、防御率4.14、58奪三振を記録した。
2012年は監督であるジム・トレーシーや主砲のカルロス・ゴンザレスが「奇跡」と表現するほどの驚異的な回復を見せ、開幕に間に合わせた。しかし、6月2日のロサンゼルス・ドジャース戦で投ゴロを捌いた際に膝を痛めて故障者リスト入り。翌月になって関節鏡視下手術を受け、2年連続で怪我により早期にシーズンを終える結果となってしまった。この年は11試合に先発登板して2勝3敗、防御率5.28、54奪三振を記録した。
2013年3月5日にロッキーズと1年契約に合意。開幕後は先発ローテーションに定着したが、5月19日に4勝目を挙げて以来、1ヶ月以上勝ち星に恵まれず、6月28日にAAA級コロラドスプリングス・スカイソックスへ降格。7月12日にメジャーへ再昇格した。この年は31試合に先発登板して9勝9敗、防御率5.14、119奪三振を記録した。
2014年1月17日にロッキーズと1年契約に合意。前年と同様に開幕から先発ローテーションに加わったが、5月下旬から3試合連続で大量失点を喫するなど、不調が続いたため、6月16日にAAA級コロラドスプリングスへ降格した。降格後は先発として登板していたが、7月からリリーフへ転向。8月7日にリリーフとしてメジャーへ再昇格した。昇格後はリリーフとして定着し、19試合に登板した。この年は33試合（先発14試合）に登板して6勝6敗、防御率5.38、63奪三振を記録した。オフの11月20日にDFAとなった。

### ドジャース時代
2014年11月24日に後日発表選手とのトレードで、ドジャースへ移籍した。
2015年はリリーフに転向し、先発登板したのは53試合中1試合だけだった。1勝3敗1セーブ・防御率3.86という成績を記録したが、四球を大量に与えた為、WHIPは1.56と高かった。ただ、58.1イニングで許したホームランは1本のみ、投球イニングを超える65個の三振を奪って自己ベストの奪三振率10.0をマークするなど、成長した面も多く見せた。オフの12月2日にノンテンダーFAとなった。

### パイレーツ時代

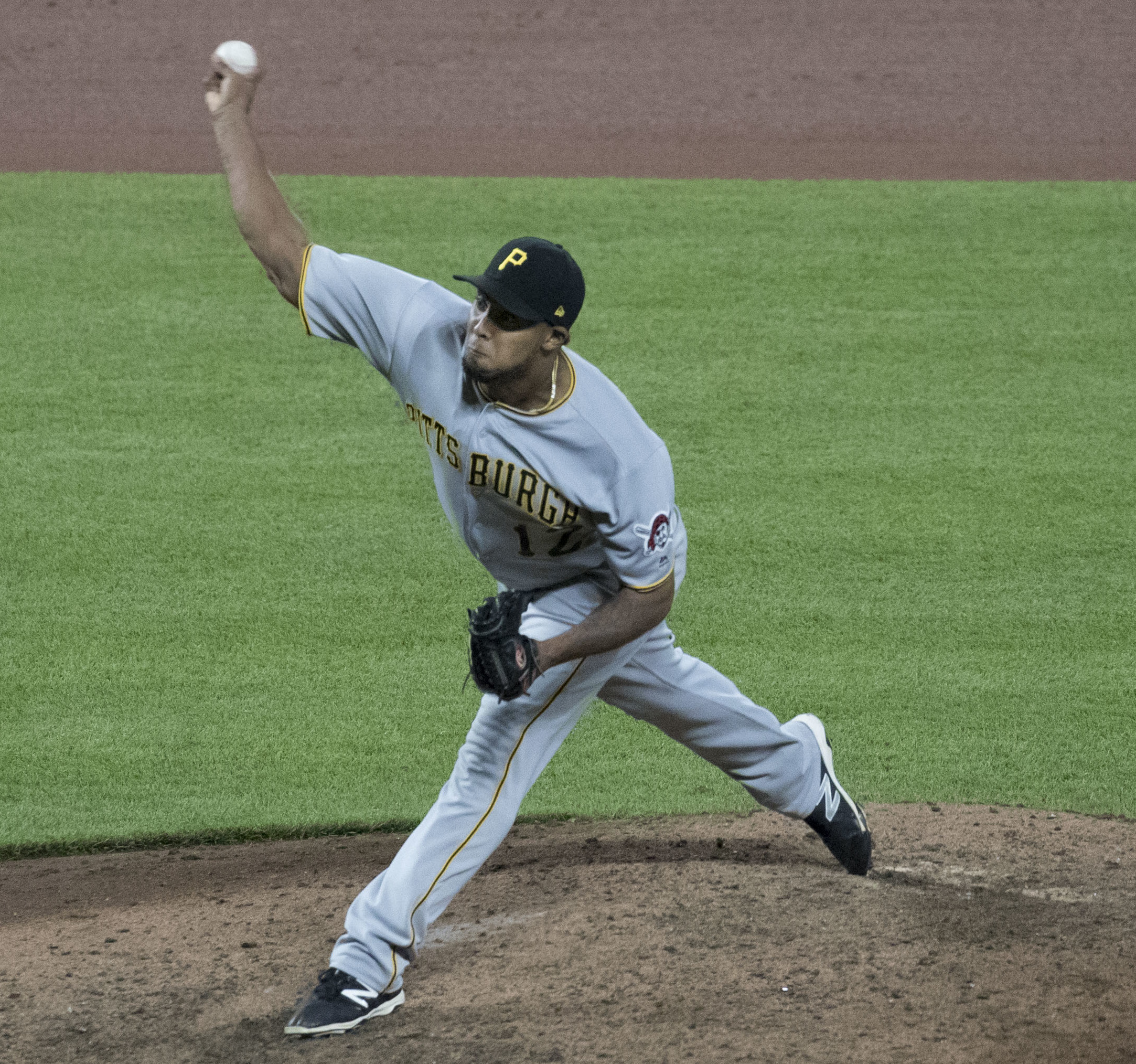
ピッツバーグ・パイレーツ時代
(2017年6月7日)

2015年12月10日にピッツバーグ・パイレーツと1年契約を結んだ。
2016年は先発とリリーフの両輪に戻り、40試合でリリーフ・12試合で先発登板した。防御率4.50・チーム唯一の二桁勝利となる10勝7敗・WHIP1.37という、まずまずのピッチングを見せた。また、前年に開花した奪三振能力の面では、118.0イニングで138奪三振を記録して自己ベストの奪三振率10.5をマークし、引き続き証明した。
2017年は移籍までに65試合にリリーフ登板し、2勝5敗2セーブ、防御率2.85と好投していた。

### フィリーズ時代
2017年8月31日にウェイバー公示を経てフィラデルフィア・フィリーズへ移籍した。フィリーズでは僅か5日間の所属で、2試合のリリーフ登板に留まった。

### カージナルス時代
2017年9月6日にエリザー・アルバレスとのトレードで、セントルイス・カージナルスへ移籍した。カージナルスでは9試合リリーフ登板で3勝4セーブ・防御率1.64であった。このシーズンは初めてリリーフに専念した年となり、リーグ最多の76試合登板で5勝5敗6セーブ・防御率2.61という好成績を挙げた。オフの11月2日にFAとなった。

### マリナーズ時代
2017年12月20日にシアトル・マリナーズと2年1700万ドルで契約を結んだ。
マリナーズでは46試合に登板して1勝6敗、防御率6.00という成績に終わった。

### フィリーズ復帰
2018年12月3日にカルロス・サンタナ、J.P.クロフォードとのトレードでジーン・セグラ、ジェームズ・パゾスと共にフィリーズへ移籍した。
2019年のオフにFAとなった。

### レンジャーズ時代
2020年1月22日にテキサス・レンジャーズとマイナー契約を結び、スプリングトレーニングに招待選手として参加することになった。8月14日にメジャー契約を結んでアクティブ・ロースター入りした。オフの10月28日にFAとなった。

## 投球スタイル
93～95mph（最速97mph）のフォーシームが全投球の約2/3、平均84mphのスライダーが約1/4を占め、チェンジアップは主に左打者に対して用いる。2011年はツーシームも1割程度投げていたが、2012年はフォーシーム1本となっている（※データは2012年のPITCHf/x）。

## 詳細情報

### 年度別投手成績
| 年 度     | 球 団     | 登 板 | 先 発 | 完 投 | 完 封 | 無 四 球 | 勝 利 | 敗 戦 | セ 丨 ブ | ホ 丨 ル ド | 勝 率 | 打 者 | 投 球 回 | 被 安 打 | 被 本 塁 打 | 与 四 球 | 敬 遠 | 与 死 球 | 奪 三 振 | 暴 投 | ボ 丨 ク | 失 点 | 自 責 点 | 防 御 率 | W H I P |
| --------- | --------- | ----- | ----- | ----- | ----- | -------- | ----- | ----- | -------- | ----------- | ----- | ----- | -------- | -------- | ----------- | -------- | ----- | -------- | -------- | ----- | -------- | ----- | -------- | -------- | ------- |
| 2011      | COL       | 13    | 13    | 0     | 0     | 0        | 4     | 4     | 0        | 0           | .500  | 299   | 71.2     | 73       | 8           | 18       | 3     | 1        | 58       | 1     | 0        | 35    | 33       | 4.14     | 1.27    |
| 2012      | COL       | 11    | 11    | 0     | 0     | 0        | 2     | 3     | 0        | 0           | .400  | 257   | 58.0     | 72       | 7           | 22       | 1     | 1        | 54       | 4     | 0        | 37    | 34       | 5.28     | 1.62    |
| 2013      | COL       | 31    | 31    | 0     | 0     | 0        | 9     | 9     | 0        | 0           | .500  | 703   | 157.2    | 168      | 17          | 64       | 7     | 5        | 119      | 6     | 2        | 97    | 90       | 5.14     | 1.47    |
| 2014      | COL       | 33    | 14    | 0     | 0     | 0        | 6     | 6     | 0        | 1           | .500  | 409   | 93.2     | 107      | 19          | 31       | 1     | 1        | 63       | 3     | 1        | 59    | 56       | 5.38     | 1.47    |
| 2015      | LAD       | 53    | 1     | 0     | 0     | 0        | 1     | 3     | 1        | 14          | .250  | 260   | 58.1     | 59       | 1           | 32       | 6     | 1        | 65       | 1     | 0        | 25    | 25       | 3.86     | 1.56    |
| 2016      | PIT       | 52    | 12    | 0     | 0     | 0        | 10    | 7     | 0        | 6           | .588  | 513   | 118.0    | 117      | 15          | 45       | 3     | 7        | 138      | 3     | 0        | 64    | 59       | 4.50     | 1.37    |
| 2017      | PIT       | 65    | 0     | 0     | 0     | 0        | 2     | 5     | 2        | 22          | .286  | 243   | 60.0     | 49       | 4           | 18       | 2     | 2        | 60       | 1     | 0        | 20    | 19       | 2.85     | 1.12    |
| 2017      | PHI       | 2     | 0     | 0     | 0     | 0        | 1     | 0     | 0        | 0           | 1.000 | 4     | 1.1      | 0        | 0           | 0        | 0     | 0        | 1        | 0     | 0        | 0     | 0        | 0.00     | 0.00    |
| 2017      | STL       | 9     | 0     | 0     | 0     | 0        | 2     | 0     | 4        | 0           | 1.000 | 44    | 11.0     | 9        | 1           | 2        | 0     | 0        | 11       | 0     | 0        | 2     | 2        | 1.64     | 1.00    |
| '17計     | STL       | 76    | 0     | 0     | 0     | 0        | 5     | 5     | 6        | 22          | .500  | 291   | 72.1     | 58       | 5           | 20       | 2     | 2        | 72       | 1     | 0        | 22    | 21       | 2.61     | 1.08    |
| 2018      | SEA       | 46    | 0     | 0     | 0     | 0        | 1     | 6     | 1        | 19          | .143  | 183   | 42.0     | 53       | 6           | 5        | 0     | 2        | 53       | 0     | 0        | 30    | 28       | 6.00     | 1.38    |
| 2019      | PHI       | 47    | 0     | 0     | 0     | 0        | 2     | 3     | 1        | 10          | .400  | 217   | 47.1     | 57       | 4           | 21       | 5     | 2        | 45       | 0     | 1        | 27    | 25       | 4.75     | 1.65    |
| 2020      | TEX       | 2     | 0     | 0     | 0     | 0        | 0     | 0     | 0        | 0           | ----  | 11    | 1.1      | 5        | 1           | 2        | 0     | 0        | 1        | 0     | 0        | 6     | 6        | 40.50    | 5.25    |
| MLB：10年 | MLB：10年 | 364   | 82    | 0     | 0     | 0        | 40    | 46    | 9        | 72          | .465  | 3143  | 720.1    | 769      | 83          | 260      | 28    | 22       | 668      | 20    | 4        | 402   | 377      | 4.71     | 1.43    |

- 2020年度シーズン終了時
- 各年度の太字はリーグ最高

### 年度別守備成績
| 年 度 | 球 団 | 投手（P） | 投手（P） | 投手（P） | 投手（P） | 投手（P） | 投手（P） |
| 年 度 | 球 団 | 試 合     | 刺 殺     | 補 殺     | 失 策     | 併 殺     | 守 備 率  |
| ----- | ----- | --------- | --------- | --------- | --------- | --------- | --------- |
| 2011  | COL   | 13        | 5         | 15        | 1         | 1         | .952      |
| 2012  | COL   | 11        | 5         | 6         | 0         | 0         | 1.000     |
| 2013  | COL   | 31        | 9         | 15        | 0         | 1         | 1.000     |
| 2014  | COL   | 33        | 6         | 11        | 1         | 0         | .944      |
| 2015  | LAD   | 53        | 5         | 7         | 1         | 0         | .923      |
| 2016  | PIT   | 52        | 10        | 12        | 1         | 1         | .957      |
| 2017  | PIT   | 65        | 4         | 7         | 1         | 1         | .917      |
| 2017  | PHI   | 2         | 0         | 0         | 0         | 0         | ----      |
| 2017  | STL   | 9         | 0         | 1         | 0         | 0         | 1.000     |
| '17計 | STL   | 76        | 4         | 8         | 1         | 1         | .923      |
| 2018  | SEA   | 46        | 0         | 2         | 0         | 0         | 1.000     |
| 2019  | PHI   | 47        | 4         | 7         | 1         | 0         | .917      |
| 2020  | TEX   | 2         | 0         | 0         | 0         | 0         | ----      |
| MLB   | MLB   | 364       | 48        | 83        | 6         | 4         | .956      |

- 2020年度シーズン終了時
- 各年度の太字はリーグ最高

### 背番号
- 44（2011年 - 2013年途中）
- 12（2013年途中 - 2017年8月30日、2017年9月6日 - 2019年）
- 58（2017年9月1日 - 9月5日）
- 40（2020年）